# Bøyabreen
Bøyabreen est une langue du glacier Jostedalsbreen, dans le comté de Vestland, en Norvège. Sa langue est célèbre car facilement visible depuis la route nationale 5 avant que celle-ci n'entre dans le Fjærlandstunnel.